# 가시연대학
가시연대학(Acanthochronology)은 마치 나이테처럼 시간의 흔적을 가지고 자라나는 선인장의 가시와 대극속의 뿔 등에 대한 학제간 연구다. 뿔과 가시의 상대적인 순서나 절대적인 연령에 관한 물리적, 형태적, 화학적 특성과 정보는 과거의 기후나 식물의 생리에 대한 연구에 사용된다.

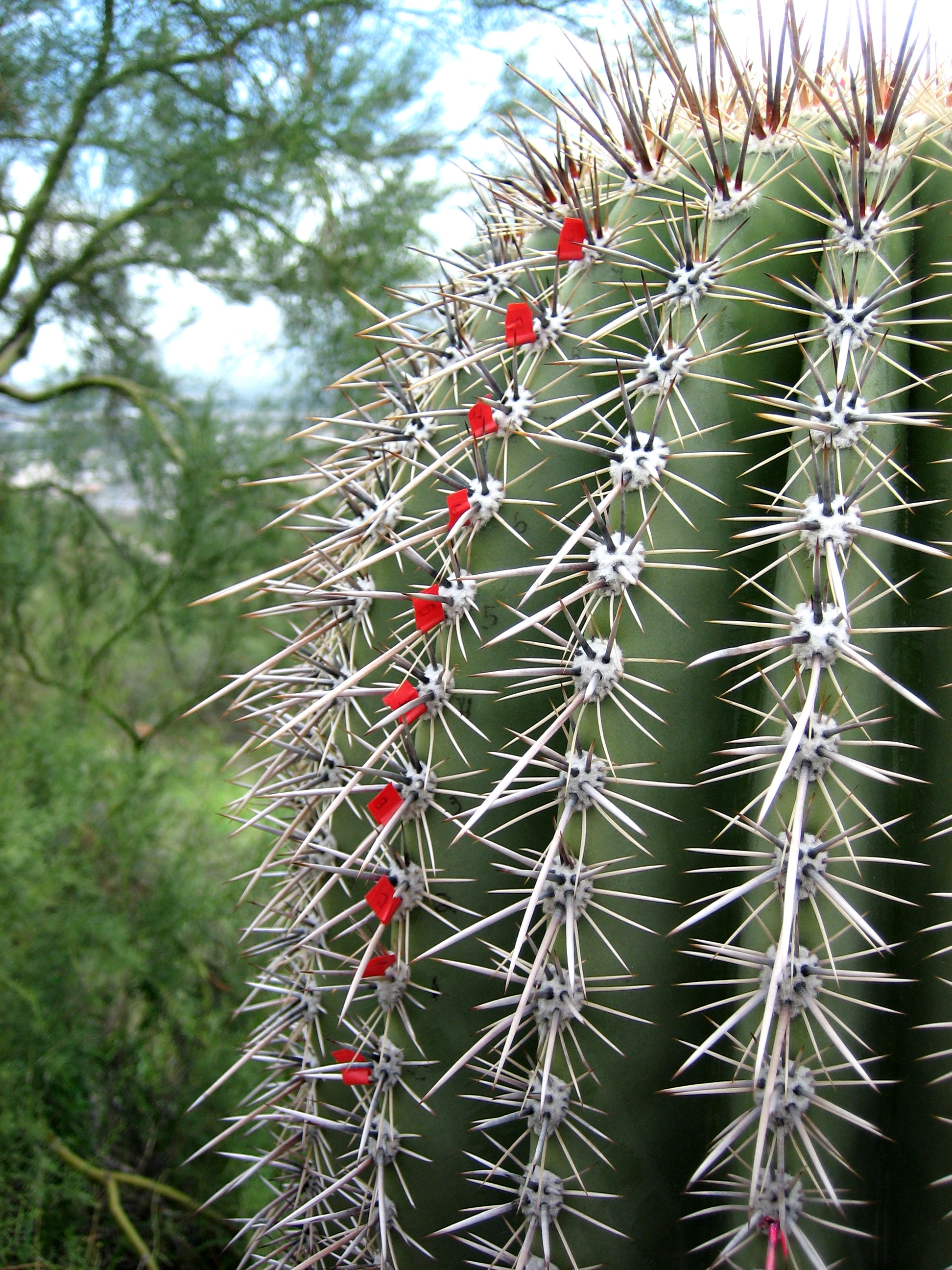
애리조나 투손의 1m 높이의 사구아로에 자라난 가시. 선인장에 검은 잉크로 적힌 숫자들은 가시가 자라난 순서를 표시한다. 어릴수록 꼭대기쪽에, 오래될수록 땅쪽에 위치한다.

예를 들어 기둥선인장의 가시는 식물의 꼭대기에서 생겨난다. 몇 주가 지나면 가시는 성장을 멈추고 기둥의 옆으로 밀려난다. 오래된 가시는 수십 년 간 제자리를 지키고 새로운 가시는 계속해서 꼭대기에서 자라난다. 그리하여 각각의 선인장의 능 위에는 자라난 순서대로 배열된 가시들의 배열이 자리한다. 제일 오래된 가시는 밑에, 제일 어린 가시는 꼭대기에자리한다. 이러한 가시들은 bomb-spike를 이용하여 연대를 측정할 수 있다. 탄소-14와 탄소-13, 산소-18이 과거의 기후(e.g. 강수량이나 기온), 식물 줄기의 성장, 식물의 생리(e.g. 광합성 과정)을 추론하는 데 사용될 수 있다. 뿐만 아니라 가시를 가로지르는 작은 띠의 너비는 흐린 정도나 식물의 생산성에 관한 하루마다의 정보를 추론하는 데 사용할 수 있지만, 아직 이러한 방식은 제대로 확립되지는 않았다. 또한 코스타리카선인장(Lemaireocereus aragonii)의 측면에 나이테처럼 규칙적으로 생겨나는 왁스 띠는 해마다의 성장을 보여주며 연대를 알아내는 데 사용할 수 있다는 것도 밝혀졌다.

이 고기후학과 환경생리학의 하위 분야는 비교적 새로운 학문이다. 가시연대학은 연륜연대학, 연륜기후학, 동위원소 지구화학과 크게 연관되어있으며 상술한 지구과학의 하위분야들에서 많은 방법과 기술을 가져왔다. 또한 생물학의 하위 분야인 환경생리학 분야에서도 가시나 뿔의 특성의 원인을 특정한 환경, 생리적 변수에서 밝혀내기 위해 그 방법, 기술을 크게 가져왔다.
일련의 가시들의 동위원소의 분포를 보여주고 설명한 최초의 동료평가를 거친 논문은 애리조나주 투손의 변경주 선인장에 관한 것이었다. 이와 다른 작업은 가시의 방사성 탄소, 동위원소 연대표가 인구통계학, 고기후 연구에 사용될 수 있다는 것을 보여주었다.

## 참고 문헌
- Doménech-Carbó, Antonio (2015). “Dating: An analytical task”. 《Chemtexts》 1. doi:10.1007/s40828-014-0005-6.